# Self-Convicted
Self-Convicted - debiutancki album studyjny polskiej grupy muzycznej Mess Age. Wydawnictwo ukazało się w maju 2002 roku nakładem wytwórni muzycznej Conquer Records. Gościnnie na albumie zaśpiewał lider formacji Behemoth - Adam "Nergal" Darski.

## Lista utworów
Opracowano na podstawie materiału źródłowego.
1. "Among The Empty Walls" - 05:02
2. "Fulfiled With Nothing" - 05:14
3. "Infected By Deflections" - 04:48
4. "the EXIsTence DOOR" - 04:25
5. "C.O.L.D." - 04:28
6. "Post Scriptum" - 01:11
7. "Devoured With Famished Eyes" - 03:14
8. "The Scarlet Rings" - 04:44
9. "Kill The Falsehood" - 04:33
10. "Waiting For Miracle" - 03:53